# Croacia en los Juegos Olímpicos de Lillehammer 1994
Croacia estuvo representada en los Juegos Olímpicos de Lillehammer 1994 por un total de 3 deportistas que compitieron en 2 deportes.  
El portador de la bandera en la ceremonia de apertura fue el esquiador Vedran Pavlek. El equipo olímpico croata no obtuvo ninguna medalla en estos Juegos.